# 西中康弘
西中 康弘（にしなか やすひろ）は、日本の漫画家、イラストレーター、メカニックデザイナーである。

## 来歴
現在は雑誌「丸」にて「グルコレ」を発表している。

## 作品

### 参加作品
- 機動戦士Ζガンダム（メカデザイン）
- 機動戦士ガンダムΖΖ（メカデザイン）
- 機動戦士ガンダム 逆襲のシャア（メカデザイン）
- POWER DoLLS Detachment of Limited Line Service プロジェクトα（メカデザイン）[1]
- ああっ女神さまっ 小っちゃいって事は便利だねっ（メカデザイン）
- それゆけ!宇宙戦艦ヤマモト・ヨーコ（原画）
- 劇場版ポケットモンスター 幻のポケモン ルギア爆誕（デザインワークス）
- 劇場版ポケットモンスター 結晶塔の帝王 ENTEI（デザインワークス）
- 劇場版ポケットモンスター セレビィ 時を超えた遭遇（デザインワークス）
- フィギュア17 つばさ&ヒカル（メカ・モンスターデザイン）
- PIKACHU THE MOVIE 5th ピカ・ピカ 星空キャンプ（キャラクターデザイン）
- 劇場版ポケットモンスター アドバンスジェネレーション 七夜の願い星 ジラーチ（デザインワークス）
- アーリーレインズ（メカデザイン）
- ジパング（メインメカニックデザイン）[1]

### イラスト作品
- 絵師100人展01～03

### マンガ作品
・グルコレ（中島栄六と共同で制作)
・ダメスキル自動機能が覚醒しました(設定協力)